# اتفاقية جنيف الثانية

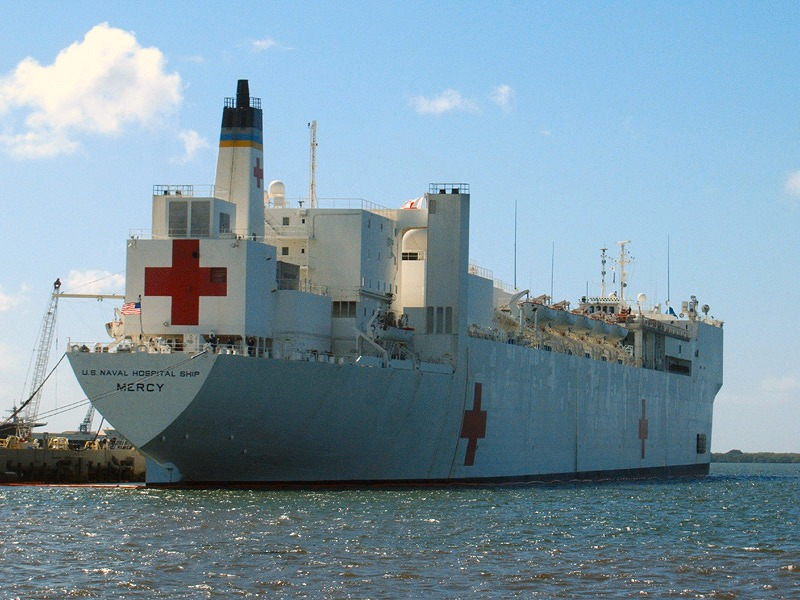
سفينة مستشفى يو اس ان اس الرحمة من بحرية الولايات المتحدة.

اتفاقية جنيف الثانية لتحسين حال جرحى ومرضى وغرقى القوات المسلحة في البحار هي إحدى المعاهدات الأربع لاتفاقيات جنيف. اعتمدت اتفاقية جنيف لتحسين حال جرحى ومرضى وغرقى القوات المسلحة في البحار لأول مرة في عام 1906 بعد الحرب الروسية اليابانية ولكن تم تحديثها بشكل ملحوظ لتحل محلها اتفاقية جنيف الثانية لعام 1949. تتكيف الحماية الرئيسية لاتفاقية جنيف الأولى مع مكافحة البحر.

## ملخص الأحكام
المعاهدة هي وثيقة طويلة تتألف من 63 مادة. أهم الأحكام الأساسية للمعاهدة هي:
- المواد 12 و 18 تطلب من جميع الأطراف حماية ورعاية الجرحى والمرضى والغرقى.
- تسمح المادة 21 للسفن المحايدة المساعدة في جمع ورعاية الجرحى والمرضى والغرقى. لا يمكن القبض على السفن المحايدة.
- المواد 36 و 37 تخدم رجال الدين والأطباء على متن سفينة قتالية.
- تنص المادة 22 أن لا يستخدم أي مستشفى في أي غرض عسكري ونظرا لمهمتهم الإنسانية فإنهم لا يمكن أن يتعرضوا للهجوم أو الأسر.
- توضح المادة 14 أنه على الرغم من أنه لا يمكن التقاط الطاقم الطبي في سفينة المستشفى فإنه يمكن أن يضموا الجرحى والمرضى والغرقى كأسرى حرب.

للاطلاع على مناقشة مفصلة من كل مادة من مواد المعاهدة راجع النص الأصلي والتعليق. توجد حاليا 196 دولة طرفا في اتفاقيات جنيف لعام 1949 بما في ذلك المعاهدات الثلاث الأخرى.